# ハンス・ペルツィヒ

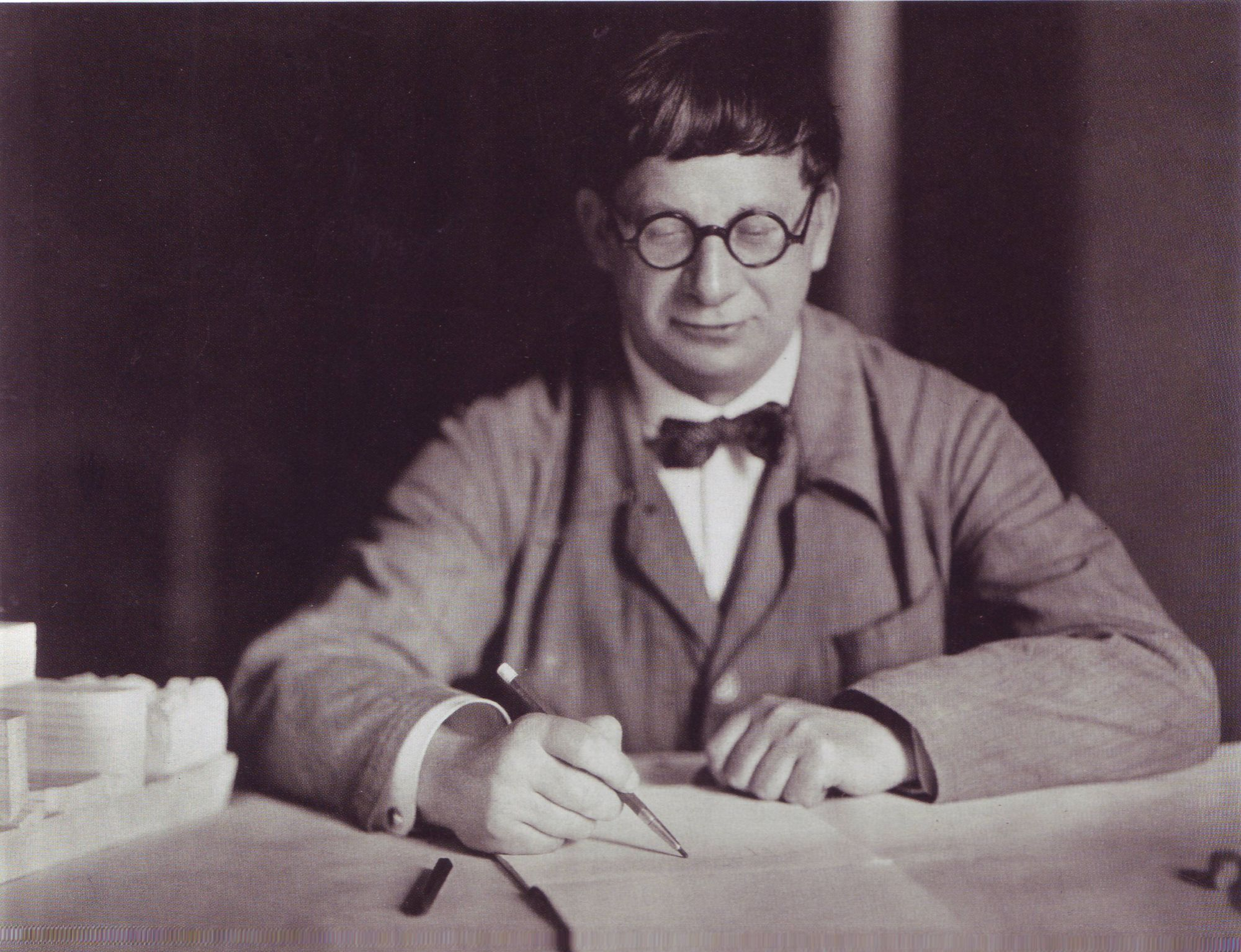
執筆中のペルツィヒ

ハンス・ペルツィヒ（Hans Poelzig,1869年4月30日 - 1936年6月14日）は、ドイツの芸術家・建築家。ドイツ表現主義を代表する建築家のひとり。規則的なパターンによる表層的な造形によって建築設計を行い、エルンスト・マイと並び、建築における新即物主義を代表する人物でもある。
ベルリン出身。ブレスラウで美術教師を経験の後、ベルリン工科大学で教鞭を取った。その傍ら1919年に「劇場の魔術師」と呼ばれたマックス・ラインハルトの依頼で、ベルリン大劇場（Großes Schauspielhaus）の設計を行う。サーカス小屋の改装という安上がりなものではあったものの、観客の眺望に最大限の配慮を図り劇場建築としては評価の高いものの一つに数えられる（ただし、ナチス政権により退廃芸術と見做されて内装を破壊され、地盤沈下のため最終的に1988年に解体された）。
その他にもポーゼンの給水塔、ルーバンの化学工場、ベルリンラジオ放送局ビルなどを手がけ、1931年にはIGファルベン本社ビルを設計した。また、ソビエト宮殿のプロジェクトにも自ら応募している。
ナチス政権誕生により職を失い、アンカラへ渡る直前に死去した。
- ベルリン大劇場
- ベルリンラジオ放送局
- IG・ファルベン本社
- ベルリン・バビロン座劇場